# أحمد المروني
أحمد حسين المروني (1920 - 2001) ولد وتوفي في صنعاء. شاعر وثائر يمني صاحب مسيرة نضالية وإعلامية وأدبية امتدت عمراً بأكمله، كان من المسهمين الأوائل في تأسيس محطة إذاعة صنعاء، تلقى دراسته الأولية في دار الأيتام بصنعاء، وتم اختياره ضمن البعثة التعليمية إلى العراق، سُجن ثلاث مرات خلال حياتة كان آخرها عقب مشاركتة في ثورة الدستور عام 1948، فسُجن بمدينة حجة لمدة 7 سنوات، وكان من بين من أمر الإمام أحمد بخراب بيوتهم، وجلدهم يومياً لفترة؛ أُطلق سراحه سنة 1955 وعاد للعمل في الخط الوطني، ثم فر إلى عدن وواصل نضاله من هناك، أُتيح له العودة في أواخر سنة 1961، وكُتب له أن يعايش فجر ثورة 26 سبتمبر، وتقلد عدة مناصب عليا بعد قيام الجمهورية.

## نشأته وحياته
ولد الإعلامي والشاعر والثائر والقيادي العسكري أحمد حسين عبد الملك المروني عام 1920م-1338هـ بمدينة صنعاء. تلقى دراسته الأولية في دار الأيتام بصنعاء، وحالفه الحظ وهو في الصف السابع بأن تم اختياره ضمن البعثة التعليمية إلى العراق، المكونة من عشرة أفراد من طلاب الصف السابع، الذي هو آخر مرحلة تعليمية في دار الأيتام.
إلتحق في العراق بمدرسة الإشارة إلى جانب أربعة من زملائه من بينهم الرئيس عبد الله السلال والفريق حسن العمري، وتخرج من الكلية الحربية دفعة الإشارة عام 1355هـ / 1936م.
تفتحت مداركه في العراق وأدرك المسافة الزمنية التي تفصل وطنه عن البعثة التاريخية التي يعيشها، فعاد -بعد التخرج- إلى اليمن مع زملائه، وجذوع الحماسة تشتعل في صدره، وأحلام التغيير والبناء تراوده مثل بقية زملائه؛ عُيَّن في القطاع العسكري، ولكنه لما رأى التخلف والقهر والظلم الذي فُرض على اليمن نتيجة لسياسة الإمام التعسفية، نشط مع زملائه الضباط في نقد سياسة الإمام، فساورت الإمام يحيى الشكوك، حول المروني وزملائه، مما دفع الإمام لنقلهم إلى وظيفة مدنية بدلاً من القطاع العسكري.
وبدأ المروني في ذلك الوقت مشواره في الحركة الوطنية وتيار التنوير، منتقداً لسياسة الإمام، وسرعان ما زج به الإمام في سجن القلعة، ليخرج منها -لاحقاً- وهو أكثر عزماً وتصميماً، فأعيد إليها مجدداً.

### مشاركته في ثورة 1948 وسجنه
شارك المروني في ثورة 1948 (ثورة الدستور)، وبعد مقتل الإمام يحيى، وتولى الحكم ابنه أحمد؛ كان المروني يعمل تحت إمرة الثائر العراقي جمال جميل، وجاء مع عدد من زملائه "ضباط السرايا" إلى باب دار السعادة - المتحف الوطني حالياً - قصر الإمام يحيى، وشهد مصرع بعض الأمراء من أبناء الإمام. ولكن الثورة الدستورية سقطت تحت معاول القبائل التي جندها الإمام أحمد. وتمكن من القبض على الأحرار وقتل بحد السيف قرابة أربعين زعيماً منهم، وسجن الباقين لسنوات.
فسُجن المروني للمرة الثالثة بمدينة حجة لمدة 7 سنوات، وكان من بين من أمر الإمام أحمد بخراب بيوتهم، وجلدهم يومياً أربعين جلدة، ولمدة خمسة عشر يوماً، والتشديد عليهم، وإضافة قيود إلى ما يحملونه، وعدم اختلاطهم بالآخرين، لمدة ثلاثة أشهر.
ولقد أكثر الإمام أحمد في إعدام الثوار، حتى قال عنه المروني، على سبيل النكتة، أن الإمام «لو تعثر في مكانه لقال أعدموا أحدهم في حجة.»(ص.173)

### إطلاق سراحه
أُطلق سراح المروني سنة 1955، عقب الثورة التي قام بها الشهيد المقدم أحمد الثلايا (انظر: ثورة الثلايا 1955)، وعاد المروني إلى مجتمعه للعمل في نفس الخط الوطني دون تراجع عن مبادئه، حتى سنة 1959، حينها أعلمه القاضي عبد الرحمن الإرياني أن الإمام أحمد وضعه على قائمة من سيسلمهم للجلاد بعد أن يعود من روما، ونصحه بالفرار. وقد رتب له الأحرار هذه المسألة وفر إلى عدن، وهناك عملَ مدرساً وواصل نضاله مع زملائه.
أتيح له في أواخر سنة 1961 أمر العودة للداخل والنضال من هناك، فلم يتردد، وكُتب له أن يعايش فجر ثورة 1962، وهو مديراً حينها لإذاعة صنعاء. وقد ساعد الضباط الأحرار في ترتيباتهم، وباشر عمله من أول أيام الثورة.

### إسقاط الحكم الإمامي وقيام الجمهورية
وبعد إسقاط حكم الإمامة في اليمن -المملكة المتوكلية- وقيام الجمهورية (انظر: ثورة 26 سبتمبر)، تقلد المروني عدة مناصب عليا في الدولة، فعين وزيراً للإعلام عام 1963، ثم وزيراً للإرشاد القومي، ووزيراً للمعارف في عدد من الفترات، وسفيراً في العراق في الفترة (1969-1974)، وسفيراً غير مقيم لدى تركيا، وسفيراً غير مقيم لدى الإمارات بين عامي 1980 و1984، وعضواً في مجلس الشعب التأسيسي، ومديراً لمركز الدراسات والبحوث اليمني أثناء إنشائه.
حصل على عدد من الأوسمة، منها: وسام الاستحقاق، ووسام مأرب من الدرجة الثانية.
صدر له كتاب بعنوان «الخروج من النفق المظلم».

## وفاته
توفي أحمد بن حسين المروني في صنعاء في 18 / 4 / 1422 هـ – 9 / 7 / 2001 م.

## شِعره

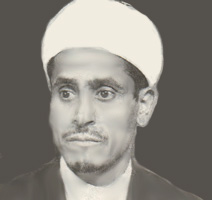
صورة لأحمد المروني في فترة شبابة.

عُرف أحمد المروني في أول تجاربه الشعرية وذلك في مطلع الأربعينات، بأنه شاعر الجيش، لحماس شعره وعسكريته؛ فالرجوله تطفح من شعره، والحماس يمتد في أبياته من بيت إلى بيت. كانت أشعاره تخلو من الفن الغزلي، حيث كان ولوعاً بذكرياته الخالية من مواقف الغرام، كثير الحنين إلى أهله وأصدقائه. فشعره لا يحاق ولا يتمرغ، وإنما هو وسط، فيه عذوبة وفيه سطحية، فالأفلاطونية أغلب على طبعه، والطبيعة العسكرية أكثر سيطرة على نزعاته، كان عذب الروح، حلو النكتة والحديث، مستقيم الأخلاق، رفعتة الجندية والأفلاطونية عن الميوعة واللهو الرخيص، حتى أنف الغزل وأنعدمت بواعثه فيه، وغلب عليه الجدية.
كان المروني أول شاعر صنعائي تغنى بالبطولة المصرية إبان العدوان الثلاثي:
وكان أيضاً أول شاعر يمني دعا إلى النضال ضد العدوان الصهيوني عام 1948، حيث أنشد في الجيش قصيدته الحماسية الشهيرة:

### من شِعره الوطني
له قصيدة بعنوان «إلى حفيدي»، يشكو فيها حاله في عهد الإمام يحيى حميد الدين وولده الإمام أحمد:

## روابط خارجية
- «ملامح صوت» الأفلاطوني الثائر: دراسة عن أحمد المروني.
- أحمد حسين المروني: المروني نشأته ووفاته.